# Evolução do Colégio dos Cardeais sob o pontificado de Eugênio IV
Abaixo está a evolução do colégio de cardeais durante o pontificado de Eugênio IV e a subsequente vaga vaga .

## Composição para consistório
| Consistóro                          | 1431 | 1447 |
| ----------------------------------- | ---- | ---- |
| Junho 1405                          | 1    |      |
| Consistórios de Inocêncio VII       | 1    |      |
| Maio 1408                           | 2    |      |
| Consistórios de Gregório XII        | 2    |      |
| Setembro 1408                       | 1    |      |
| Consistórios de Antipapa Bento XIII | 1    |      |
| Junho 1411                          | 3    |      |
| Setembro 1414                       | 1    | 1    |
| Consistórios de Antipapa João XXIII | 4    | 1    |
| Julho 1423                          | 2    | 1    |
| Maio 1426                           | 10   | 3    |
| Consistórios de Martinho V          | 12   | 4    |
| Setembro 1431                       |      | 1    |
| Dezembro 1439                       |      | 13   |
| Julho 1440                          |      | 2    |
| Maio 1444                           |      | 1    |
| Dezembro 1446                       |      | 4    |
| Consistórios de Eugênio IV          |      | 21   |
| Total                               | 20   | 26   |

## Evolução durante o pontificado
| Data                    | Evento                                                                | Total |
| ----------------------- | --------------------------------------------------------------------- | ----- |
| 2 de março de 1431      | Abertura do Conclave de 1431                                          | 20    |
| 3 de março de 1431      | Eleição Papal do Cardeal Gabriel Condulmer com o nome de Eugênio IV   | 19    |
| 3 de julho de 1431      | Morte do Cardeal Antonio Panciera (81 anos)                           | 18    |
| 19 de setembro de 1431  | Criação de 2 Cardeal                                                  | 20    |
| 19 de setembro de 1431  | Francesco Condulmer                                                   | 20    |
| 19 de setembro de 1431  | Angelotto Fosco                                                       | 20    |
| 27 de setembro de 1432  | Morte do Cardeal Guillaume Ragenel de Montfort                        | 19    |
| 9 de abril de 1434      | Morte do Cardeal Ardicino della Porta                                 | 18    |
| 24 de março de 1437     | Morte do Cardeal Jean de la Rochetaillée (72 anos)                    | 17    |
| 9 de agosto de 1437     | Criação de 1 Cardeal                                                  | 18    |
| 9 de agosto de 1437     | Giovanni Vitelleschi                                                  | 18    |
| 9 de setembro de 1437   | Morte do Cardeal Lucido Conti (48 anos)                               | 17    |
| 29 de maio de 1438      | Morte do Cardeal Giordano Orsini (68 anos)                            | 16    |
| 4 de fevereiro de 1439  | Morte do Cardeal Antonio Casini (61 anos)                             | 15    |
| 18 de dezembro de 1439  | Criação de 17 Cardeal                                                 | 32    |
| 18 de dezembro de 1439  | Regnault de Chartres                                                  | 32    |
| 18 de dezembro de 1439  | Giovanni Berardi                                                      | 32    |
| 18 de dezembro de 1439  | John Kempe                                                            | 32    |
| 18 de dezembro de 1439  | Niccolò d'Acciapaccio                                                 | 32    |
| 18 de dezembro de 1439  | Louis de Luxembourg                                                   | 32    |
| 18 de dezembro de 1439  | Giorgio Fieschi                                                       | 32    |
| 18 de dezembro de 1439  | Isidoro de Kiev                                                       | 32    |
| 18 de dezembro de 1439  | Basílio Bessarion                                                     | 32    |
| 18 de dezembro de 1439  | Gerardo Landriani Capitani                                            | 32    |
| 18 de dezembro de 1439  | Zbigniew z Oleśnicy                                                   | 32    |
| 18 de dezembro de 1439  | Antão Martins de Chaves                                               | 32    |
| 18 de dezembro de 1439  | Petrus von Schaumberg                                                 | 32    |
| 18 de dezembro de 1439  | Jean Le Jeune                                                         | 32    |
| 18 de dezembro de 1439  | Dénes Szécsi                                                          | 32    |
| 18 de dezembro de 1439  | Guillaume d'Estouteville                                              | 32    |
| 18 de dezembro de 1439  | Juan de Torquemada, O.P.                                              | 32    |
| 18 de dezembro de 1439  | Alberto Alberti                                                       | 32    |
| 2 de abril de 1440      | Morte do Cardeal Giovanni Vitelleschi (45 anos)                       | 31    |
| 1 de julho de 1440      | Criação de 2 Cardeal                                                  | 33    |
| 1 de julho de 1440      | Ludovico Trevisano                                                    | 33    |
| 1 de julho de 1440      | Pietro Barbo (Futuro Papa Paulo II)                                   | 33    |
| 5 de agosto de 1442     | Morte do Cardeal Hugo Lancelote de Lusinhão (62 anos)                 | 32    |
| 3 de fevereiro de 1443  | Morte do Cardeal Branda Castiglione (92 anos)                         | 31    |
| 9 de maio de 1443       | Morte do Cardeal Niccolò Albergati, O.Cart. (70 anos)                 | 30    |
| 18 de setembro de 1443  | Morte do Cardeal Luís de Luxemburgo, (53 anos)                        | 29    |
| 4 de abril de 1444      | Morte do Cardeal Reinaldo de Chartres, (64 anos)                      | 28    |
| 2 de maio de 1444       | Criação de 1 Cardeal                                                  | 29    |
| 2 de maio de 1444       | Alfonso de Borja (Futuro Papa Calisto III)                            | 29    |
| 12 de setembro de 1444  | Morte do Cardeal Angelotto Fosco (66 anos)                            | 28    |
| 10 de Novembro de 1444  | Morte do Cardeal Giuliano Cesarini, o Velho (46 anos)                 | 27    |
| 19 de janeiro de 1445   | Morte do Cardeal Antonio Correr (85 anos)                             | 26    |
| 25 de abril de 1445     | Morte do Cardeal Domingo Ram y Lanaja, O.S.A. (100 anos)              | 25    |
| 11 de agosto de 1445    | Morte do Cardeal Alberto Alberti, (59 anos)                           | 24    |
| 9 de outubro de 1445    | Morte do Cardeal Gerardo Landriani Capitani, (55 anos)                | 23    |
| 16 de dezembro de 1446  | Criação de 4 Cardeal                                                  | 27    |
| 16 de dezembro de 1446  | Enrico Rampini                                                        | 27    |
| 16 de dezembro de 1446  | Tommaso Parentucelli (Futuro Papa Nicolau V)                          | 27    |
| 16 de dezembro de 1446  | Juan Carvajal                                                         | 27    |
| 16 de dezembro de 1446  | Giovanni de Primis, O.S.B.                                            | 27    |
| 23 de fevereiro de 1447 | Morte do Papa Eugênio IV (64 anos)                                    | 27    |
| 4 de março de 1447      | Abertura do Conclave de 1447                                          | 27    |
| 6 de março de 1447      | Eleição Papal do Cardeal Tommaso Parentucelli com o nome de Nicolau V | 26    |